# Visseltofta
Visseltofta is een plaats in de gemeente Osby in het Zweedse landschap Skåne en de provincie Skåne län. De plaats heeft 102 inwoners (2005) en een oppervlakte van 20 hectare.

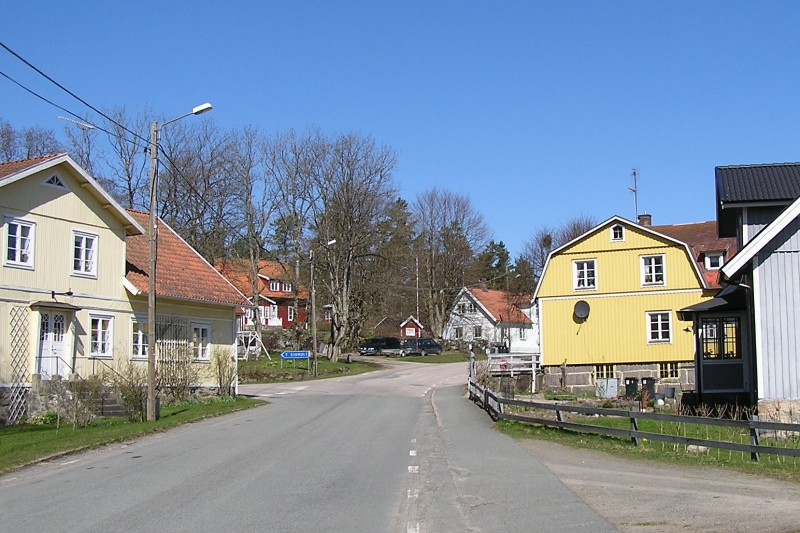